# Bierstedt
Bierstedt war bis zum 31. Dezember 2008 eine selbständige Gemeinde im Altmarkkreis Salzwedel in Sachsen-Anhalt, Deutschland.

## Geographie
Die Gemeinde lag rund 17 Kilometer südwestlich der Kreisstadt Salzwedel und zwei Kilometer westlich der Bundesstraße 248. Zur ehemaligen Gemeinde gehörten seit ihrer Bildung die Ortsteile Groß Bierstedt und Klein Bierstedt.
Nächstgelegene Orte waren Mehmke (westlich), Püggen und Beetzendorf (östlich), Rohrberg (südöstlich) und Kuhfelde (nördlich).
Nahe dem Ort liegt das Großsteingrab Bierstedt.

## Geschichte
Am 1. Oktober 1937 erfolgte der Zusammenschluss der Gemeinden Groß Bierstedt und Klein Bierstedt aus dem Landkreis Salzwedel zu einer Gemeinde mit dem Namen Bierstedt. Durch einen Gebietsänderungsvertrag beschlossen die Gemeinderäte der Gemeinden Ahlum (am 6. Mai 2008), Bierstedt (am 14. Mai 2008) und Rohrberg (am 23. April 2008), dass ihre Gemeinden aufgelöst und zu einer neuen Gemeinde mit dem Namen Rohrberg vereinigt werden. Dieser Vertrag wurde vom Landkreis als unterer Kommunalaufsichtsbehörde genehmigt und trat am 1. Januar 2009 in Kraft.

## Bevölkerung
| Jahr | Einwohner |
| ---- | --------- |
| 1939 | 248       |
| 1946 | 374       |
| 1964 | 233       |
| 1971 | 194       |
| 1981 | 173       |
| 1993 | 158       |

| Jahr | Einwohner |
| ---- | --------- |
| 2006 | 164       |

## Bilder

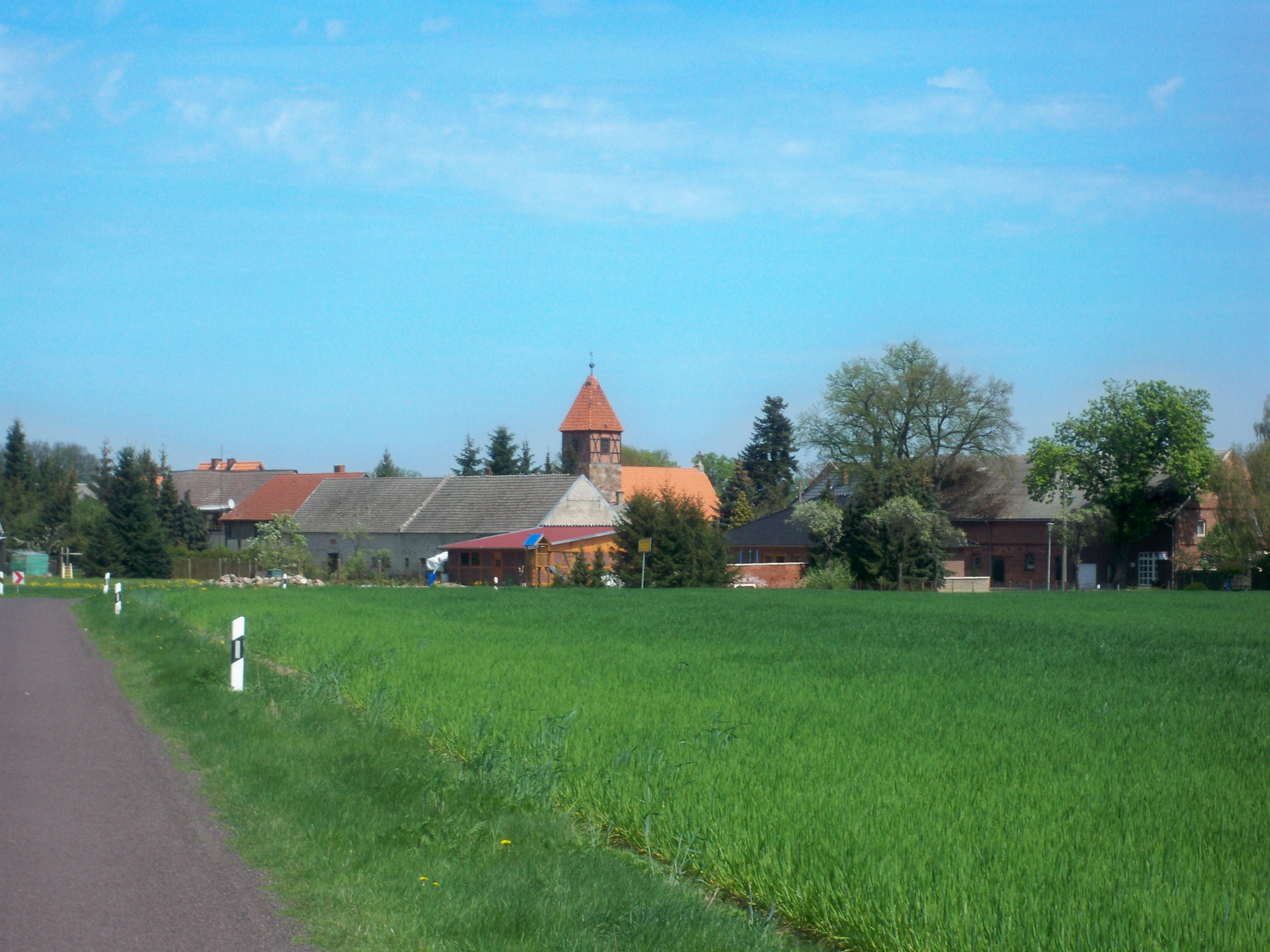
Klein Bierstedt mit Fachwerkkirche
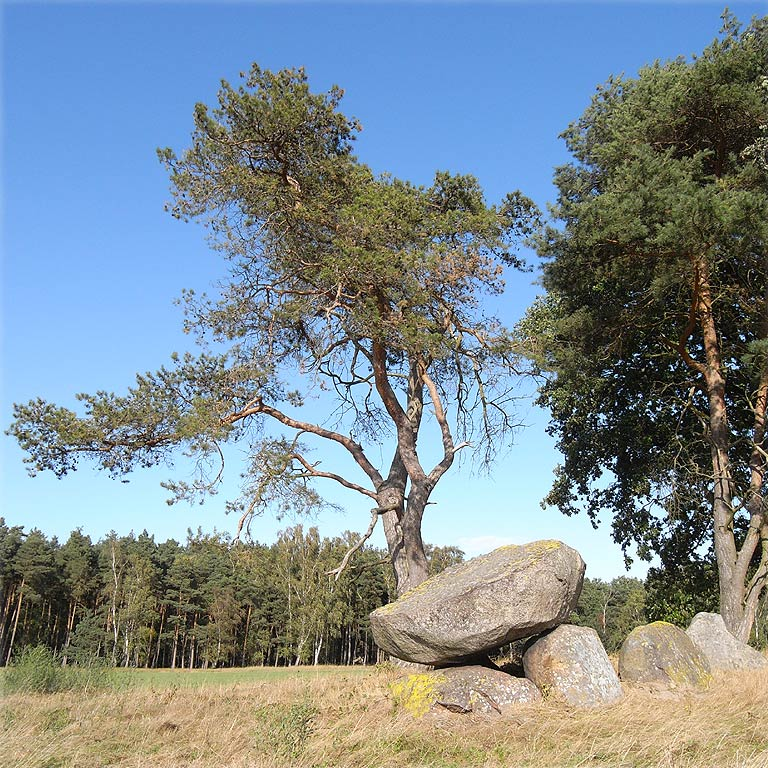
Großsteingrab Bierstedt